# Maisons-Laffitte
 Maisons-Laffitte  es una población y comuna francesa, en la región de Isla de Francia, departamento de Yvelines, en el distrito de Saint-Germain-en-Laye y cantón de Maisons-Laffitte.

## Geografía
La ciudad se sitúa en la orilla izquierda del Sena, a escasos kilómetros de París, con la que está comunicada a través de trenes de cercanías (líneas RER A y Transilien J y L). A sus alrededores se encuentra el bosque de Saint-Germain-en-Laye.

## Demografía
| 799 | 711 | 733 | 826 | 916 | 1087 | 1405 | 1560 | 1752 | 2175 | 2720 | 3330 | 3247 | 3725 | 4380 | 4744 | 5622 | 6730 | 8149 | 9674 | 10 571 | 12 026 | 13 573 | 13 040 | 13 074 | 15 481 | 19 132 | 24 223 | 23 504 | 22 595 | 22 173 | 21 856 | 22 649 |
| Para los censos de 1962 a 1999 la población legal corresponde a la población sin duplicidades (Fuente: INSEE [Consultar]) |     |     |     |     |      |      |      |      |      |      |      |      |      |      |      |      |      |      |      |        |        |        |        |        |        |        |        |        |        |        |        |        |

## Monumentos
- Castillo de Maisons-Laffitte (siglo XVII), declarado monumento histórico.